# Montechiari
Montechiari è una frazione del comune italiano di Palaia, nella provincia di Pisa, in Toscana.

## Geografia fisica
Il borgo di Montechiari è situato in Valdera sulla cima di una collina di posta alla destra del torrente Roglio. Il paese si affaccia sulla piana dove sorge Forcoli, e confina ad est con la frazione di Montacchita.
Montechiari dista circa 9 km dal capoluogo comunale e poco più di 40 km da Pisa.

## Storia
Il territorio di Montechiari risulta abitato già in epoca etrusca di età arcaica (VI-V secolo a.C.). Alcuni ritrovamenti testimoniano la presenza di un insediamento di una certa importanza lungo la strada tra Montechiari e Montacchita, strada che costituiva allora un'importante via di comunicazione tra le città di Pisa e Volterra. Sempre nei dintorni di Montechiari sono stati individuati alcuni resti di archeologia industriale, perlopiù strutture produttive di laterizi, ovvero fornaci documentate tra la fine del Medioevo e l'età moderna poste solitamente nei pressi di ville padronali, in quanto costruite in funzione dei cantieri per l'edificazione della villa stessa e poi mantenute anche successivamente per scopi di manutenzione.
Il borgo di Montechiari è nato in epoca medievale come castello, ma venne incendiato e distrutto nel 1362 in quanto ritrovatosi al centro di alcune battaglie tra Pisa e Firenze. Il castello non venne ricostruito, in quanto né il Targioni Tozzetti, che riporta di aver visitato il paese nelle sue Relazioni (1768), e né il Repetti nel suo Dizionario Geografico Fisico Storico della Toscana fanno menzione alcuna di questo castello. Ciò che rimane dell'area castellana di Montechiari è l'imponente villa con torre merlata situata nella parte più alta del paese, ancora oggi proprietà della nobile famiglia Dell'Agnello e impiegata a fini turistici.